# Björn Waldegård
Björn Waldegård (rođen 12. studenoga 1943.) je bivši švedski vozač reli utrka, svjetski prvak u reliju 1979. godine.
Waldegård se natjecao na utrkama Svjetskog prvensta u reliju (WRC) od 1973. do 1992. godine. Nastupio je na 95 WRC reli utrke, na 16 je pobijedio, dok je 35 utrka završio na podiju. Najuspješnija sezona mu je bila 1979. kada je postao svjetski prvak. Bila je to ujedno i prva sezona WRC-a u kojoj je uvedeno natjecanje za svjetskog prvaka u reliju. 